# Renz Waller

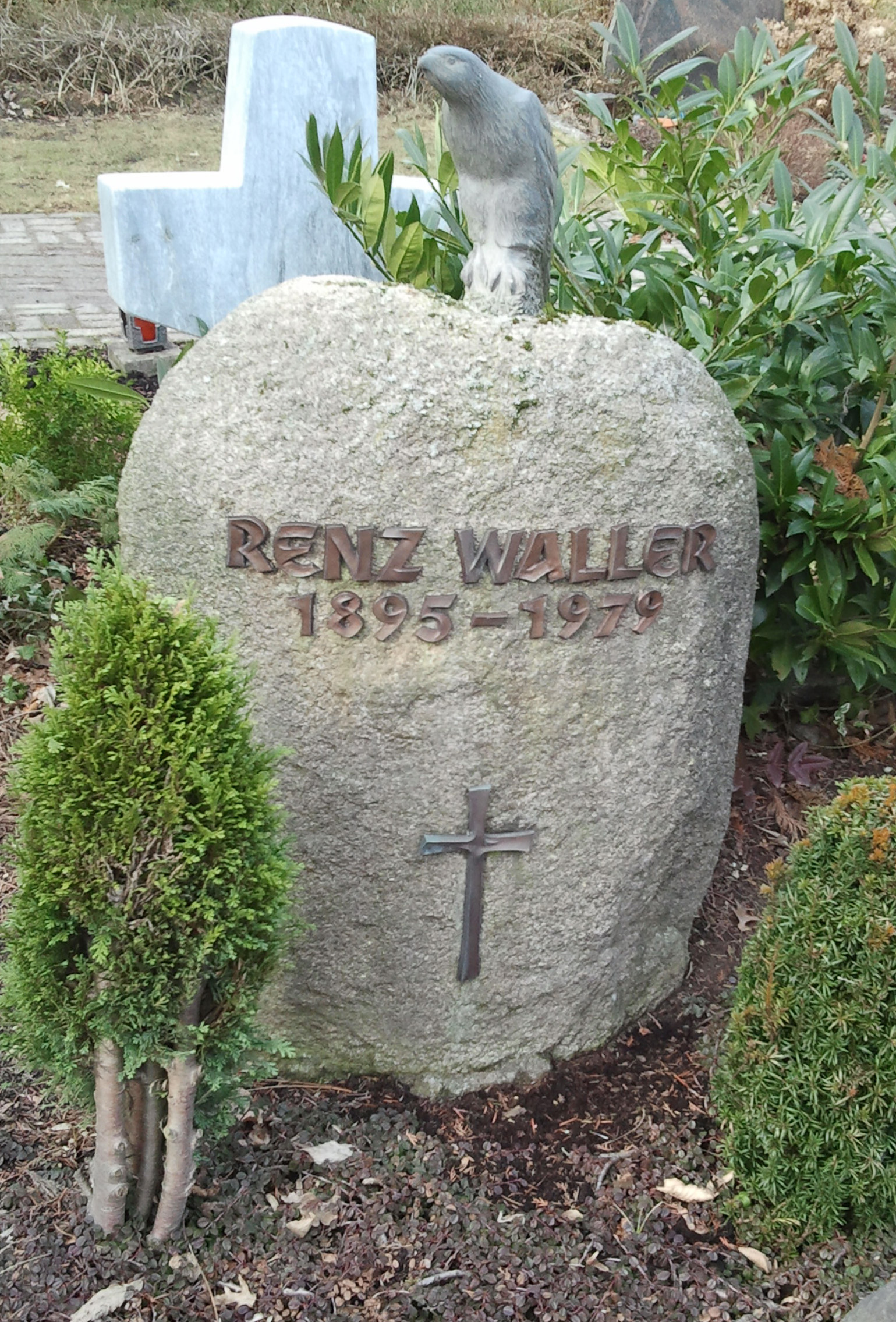
Grabmal Renz Waller in Mettmann auf dem Friedhof Lindenheide

Renz Waller (* 3. November 1895 in Wiedenbrück; † 8. Oktober 1979 in Mettmann; eigentlich Lorenz Waller) war ein deutscher Kunstmaler und Falkner.

## Leben
Der Tiermaler Renz Waller, Sohn des Kunstmalers Anton Waller, gilt als einer der bedeutendsten Falkner des 20. Jahrhunderts. Er betrieb ab ca. 1920 die Wiedereinführung der Falknerei in Deutschland und war 1923 maßgeblich an der Gründung des Deutschen Falkenordens (DFO) beteiligt, dessen Ordensmeister er von 1932 bis 1957 war. Im Jahre 1938 plante und entwarf er den SS-Falkenhof im Konzentrationslager Buchenwald. Nach zunehmendem Zerwürfnis mit dem DFO wandte er sich in den 1960er-Jahren mehr und mehr dem Orden Deutscher Falkoniere (ODF) zu.
In den Jahren 1942/43 gelang Waller als erstem die Zucht eines Wanderfalken in Gefangenschaft. Sein Buch Der wilde Falk ist mein Gesell erschien 1937 im Verlag Neumann-Neudamm und gilt seither als Standardwerk der modernen Falknerei. Die fünfte Auflage des Buchs erschien 2010. Wegen der zunehmenden alliierten Luftangriffe auf das Rheinland wurde Waller während des Zweiten Weltkrieges nach Berghausen im damaligen Kreis Wittgenstein evakuiert. Dort inspirierte und unterstützte er den in Berghausen aufwachsenden Zeichner, Tier- und Landschaftsmaler Oswald Römer (1938–1998) maßgeblich.
Waller war von 1939 bis 1942 auf den Großen Deutschen Kunstausstellungen in München mit sechs Bildern vertreten, von denen 1939 Hitler „Ringeltaube“ und 1940 „Beizfalke auf dem Reck“ erwarb. 1941 präsentierte er das Ölgemälde „Polarfalke des Reichsmarschalls“.
Im Jahre 1966 wurde Renz Waller das Bundesverdienstkreuz 1. Klasse verliehen. Sein Einfluss reichte aber weit über die Grenzen Deutschlands hinaus – unter anderem war er wegen seiner Verdienste Ehrenmitglied von Falkner-Verbänden in den Niederlanden, Österreich, Frankreich, Italien und Nordamerika.
Waller studierte Malerei an der Düsseldorfer Kunstakademie. Dort war neben Willy Spatz und Franz Kiederich auch Julius Paul Junghanns sein Lehrer. Er wurde Junghanns’ Meisterschüler. In den 1930er- und 1950er-Jahren errang er mit seinen Tier- und Jagdgemälden mehrere Medaillen bei der (in wechselnden Städten ausgetragenen) Internationalen Jagdausstellung. Mehrere seiner Werke sowie seiner Falknereigeräte gehören heute zum Bestand des Deutschen Jagdmuseums in München. Die Stadt Mettmann richtete aus dem Nachlass des Malers und Falkners das Renz-Waller-Museum im „Stadtgeschichtshaus“, Mittelstraße, ein.

## Werke
- Der wilde Falk ist mein Gesell, Neumann-Neudamm Morschen/Heina 1993, Nachdruck der ersten Ausgabe 1937, ISBN 3-7888-0648-6